# Thesium namaquense
Thesium namaquense är en sandelträdsväxtart som beskrevs av Schlechter. Thesium namaquense ingår i släktet spindelörter, och familjen sandelträdsväxter. Inga underarter finns listade i Catalogue of Life.